# Gustave de Molinari
Gustave de Molinari, född 3 mars 1819 i Liège, död 28 januari 1912, var en belgisk ekonom i den franska skolan "économistes", en grupp liberaler. Molinari var världens första anarkokapitalist, även om han själv inte använde det ordet. 
Molinari kom 1841 till Paris, där han ägnade sig åt ekonomiska frågor och medarbetade i liberala tidningar och tidskrifter; han förordade särskilt inrättandet av arbetsbörser efter mönstret av varu- och fondbörserna. Efter statskuppen 1851 återvände han till Bryssel och utnämndes till professor i nationalekonomi vid belgiska industrimuseet, uppsatte och ledde tidskriften L'économie belge, bosatte sig ånyo i Paris och var 1870-76 huvudredaktör för såväl Journal des débats som Journal des Économistes (1881-1909), varefter han ånyo bosatte sig i Bryssel. 
Molinari var en av den franska ekonomiska liberalismens märkesmän och banade, jämte bland andra Frédéric Bastiat och Michel Chevalier, väg för frihandelsidéerna i Frankrike. Han framkastade sedermera en plan till ett centraleuropeiskt tullförbund och arbetade i början av 1900-talet för en allmän europeisk sammanslutning av frihandlare. 
Molinari, vilken karakteriserats som "den människovordna lagen om tillgång och efterfrågan", såg i aktiebolagsväsendets utveckling vägen till den sociala frågans lösning. Utöver nedanstående skrifter författade han bland annat flera reseskildringar från europeiska och transatlantiska länder.